# Lac Medano
 (août 2019).
Le lac Medano (en anglais : Medano Lake) est un lac américain dans le comté de Saguache, au Colorado. Il est situé à 3 512 mètres d'altitude au sein de la Sangre de Cristo Wilderness, dans les parc national et réserve des Great Sand Dunes.